# Astragalus licentianus
Astragalus licentianus är en ärtväxtart som beskrevs av Hand.-mazz. Astragalus licentianus ingår i släktet vedlar, och familjen ärtväxter. Inga underarter finns listade i Catalogue of Life.